# Kniphofia rooperi
Kniphofia rooperi es una planta herbácea de la familia Xanthorrhoeaceae. Es originaria del sur de África.

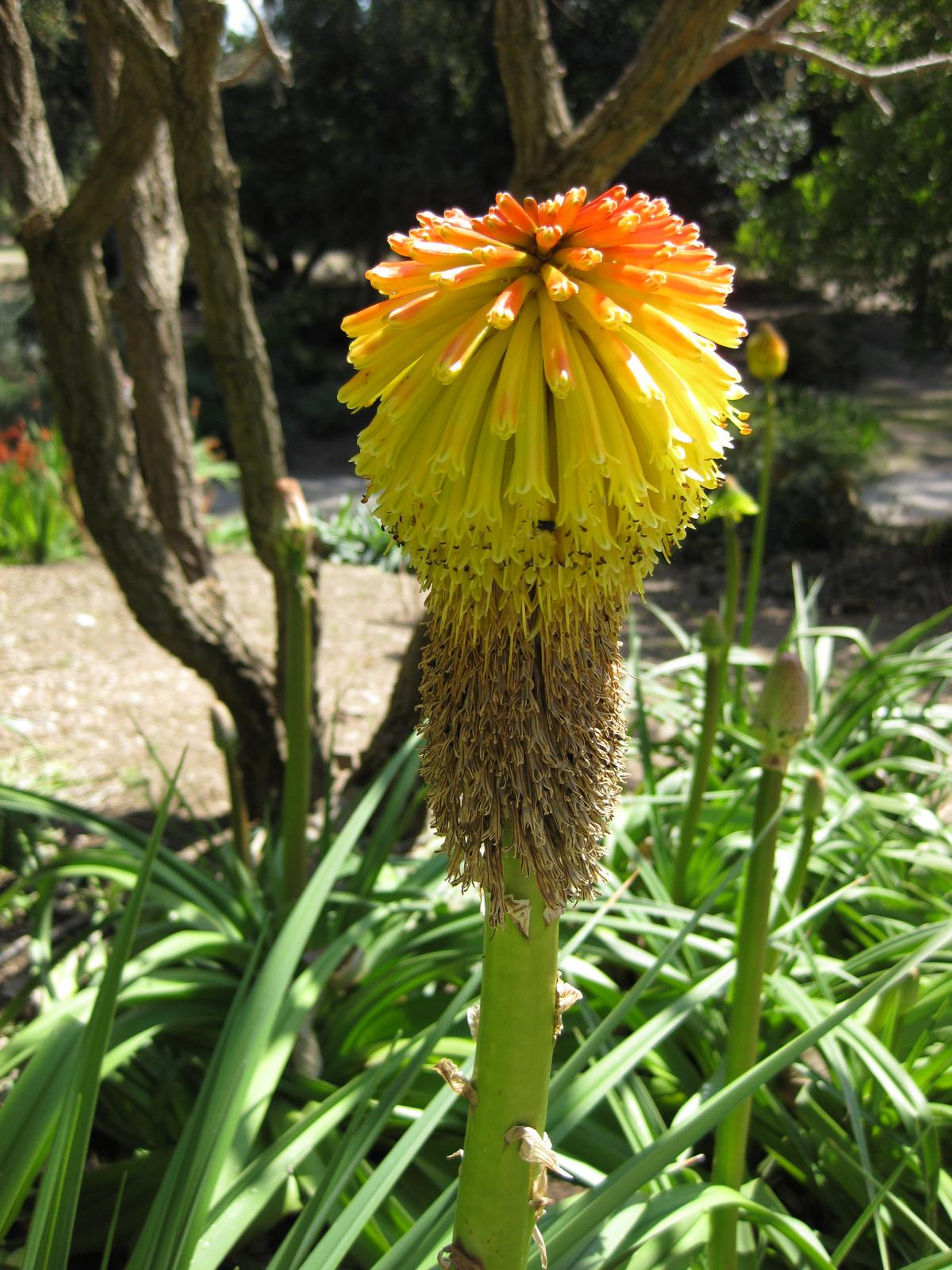
Inflorescencia

## Descripción
Es una planta con las hojas acuminadas, que alcanza un tamaño de 125 cm de largo, las hojas de color verde opaco, con aguda quilla y escabroso el margen; la inflorescencia con fuerte pedúnculo erecto rígido, en forma de racimos muy densos, con pedicelos muy cortos, brácteas obtusas, y perianto cilíndrico.

## Taxonomía
Kniphofia rooperi fue descrita por  (T.Moore) Lem. y publicado en Jard. Fleur. 4: t. 362, en el año 1854.
Sinonimia
- Kniphofia longicollis Baker
- Tritoma rooperi T.Moore[5]